# Monkey Bay
Monkey Bay vagy más néven Lusumbwe egy kisváros Malawiban, a Malawi-tó partján. Az ország legjelentősebb turisztikai látványossága.

## Fekvése
A település a Malawi-tó partján helyezkedik el 500 m tengerszint feletti magasságban és itt található a tó legjelentősebb kikötője. Az ország fővárosától, Lilongwetől 232 km-re keletre helyezkedik el.

## Lakosság
Egy 2008-as statisztika szerint a városnak 14 591 lakosa volt, a lakosság többsége a keresztény vallást követi. A lakosság életszínvonala meglehetősen alacsony, az emberek vájogkunyhókban élnek, a villanyáram csak néhány házban van bekötve, mert az áram beköttetésének ára egy helyi lakos átlagfizetésének a háromszorosába kerül.
A településen egyetlen katolikus iskola működik, valamint egyetlen bevásárlóközpont is található itt. A városnak van továbbá egy rendőrkapitánysága, valamint itt található a 220 főt kitevő malawi tengerészgyalogságnak a bázisa is.

## Közlekedés
Monkey Bayt rendszeres buszjárat köti össze Lilongwe-vel és Blantyre-vel. A városból emellett hetente indul kompjárat a Malawi-tavon keresztül az ország északi részén található Chilumba városba. A legközelebbi repülőtér a településtől 79 km-re található.

## Turizmus
A várost Malawi egyik legismertebb üdülőhelyének tartják, csak Cape Maclear előzi meg népszerűségben. A Malawi-tó partján búváriskola is működik.